# Ovunque andrai
Ovunque andrai è il secondo album di Matteo Branciamore.

## Il disco
Come già successo per il primo, Parole nuove, il disco contiene i brani inseriti nella colonna sonora della serie televisiva di cui è protagonista, cioè I Cesaroni, precisamente della 3ª stagione. È stato pubblicato il 9 febbraio 2009.
Oltre ai brani che fanno parte della fiction, Ovunque andrai contiene anche una traccia nascosta, Canterò, scritta dal compositore Andrea Guerra e il brano Sabato mattina, per il quale lo stesso Branciamore ha collaborato alla stesura. 
La traccia Ogni piccolo perché, invece, è stata scritta da due autori esordienti, selezionati dalla produzione nell'ambito di Music Star, un concorso svoltosi sul web che ha visto la partecipazione di oltre 500 canzoni inviate dai fan della fiction.
La promozione del disco ha incluso un'operazione di guerriglia marketing, che prevedeva l'affissione di copie del singolo Ogni piccolo perché davanti alle scuole di Roma. 
Inoltre, il cd permette ai fan di partecipare alla festa organizzata dalla produzione "Ovunque Andrai Surprise Party".

## Tracce
1. Ovunque Andrai – 4:25
2. Pesce Pilota – 2:08
3. A guy on his wave – 3:00
4. Cosa cambia ormai – 4:25
5. Ninna nanna – 3:38
6. Ogni piccolo perché – 2:53
7. Sabato mattina – 3:26
8. Sei – 4:14
9. Adesso che ci siete voi – 2:42
10. Canterò (ghost track) – 3:52

Voce: Matteo Branciamore.

Testi: Federico Favot, Giulio Calvani (tracce: 1-5, 8, 10); Vittorio Pagano, Valerio Fanciano (traccia 6); Carlo Alberto Bassani, Tommaso Armati (traccia 7); Vittorio Cosma, Federico Favot, Giulio Calvani (traccia 9); David Poggiolini (traccia 10).

Musiche: Vittorio Cosma (tracce: 1, 4, 5, 9); Andrea Guerra, Giovanni Giombolini, Ermanno Giorgetti, Bruno Antonio Pierotti (tracce: 2, 3, 8, 10); Vittorio Pagano, Valerio Fanciano (traccia 6); Carlo Alberto Bassani (traccia 7).

## Le canzoni neI Cesaroni
L'album contiene le canzoni che Marco Cesaroni, il personaggio interpretato da Branciamore, compone nella terza stagione della fiction e la sigla Adesso che ci siete voi (prima stagione).
| Canzone                 | Episodio in cui per la prima volta appare la canzone |
| ----------------------- | ---------------------------------------------------- |
| Ovunque Andrai          | Foto di famiglia                                     |
| Pesce Pilota            | Il pesce pilota                                      |
| A guy on his wave       | Porchetta e porcellana                               |
| Cosa cambia ormai       | Siamo uomini, o gnomi?                               |
| Ninna nanna             | Ninnananna nonni                                     |
| Ogni piccolo perché     | Danni e donne                                        |
| Sabato mattina          | inedita                                              |
| Sei                     | Su la testa                                          |
| Adesso che ci siete voi | Le manette dell'amore                                |
| Canterò                 | inedita                                              |

## Andamento nella classifica degli album italiana
| Posizione | 23 | 23 | 30 | 38 | 50 | 56 | 66 | 75 | 91 | - | - | 55 | 34 | 35 | 44 | 56 | 73 | 95 |